# (4967) Glie
(4967) Glie, désignation internationale (4967) Glia, est un astéroïde de la ceinture principale.

## Description
(4967) Glie est un astéroïde de la ceinture principale. Il fut découvert par Norman G. Thomas le 11 février 1983 à la station Anderson Mesa de Flagstaff. Il présente une orbite caractérisée par un demi-grand axe de 3,1529 UA, une excentricité de 0,043 et une inclinaison de 16,96° par rapport à l'écliptique.
Il fut nommé en référence à la glie, aussi nommée cellules gliales, qui sont les cellules qui forment l'environnement des neurones.

## Compléments